# TBS Holdings
A TBS Holdings, Inc. (株式会社TBSホールディングス, Kabushiki gaisha TBS Hōrudingusu), conhecida anteriormente como Tokyo Broadcasting System Holdings, Inc., (株式会社東京放送ホールディングス, Kabushiki-gaisha Tōkyō Hōsō Hōrudingusu), é a terceira maior emissora de televisão de canal aberto no Japão. Fundada em 17 maio de 1951 como Radio Tokyo Incorporated (KRT), a primeira empresa de notícias do Japão,[carece de fontes?] se transformando em uma emissora de televisão (JOKR-TV) em abril de 1955, e como Tokyo Broadcasting System Television Inc. em 21 de março de 2000, ela emprega hoje mais de 800 funcionários, dos quais 80% trabalham no prédio da emissora de TV.